# Louis Soubigou
François Louis Marie Pascal Soubigou, né le 14 avril 1863 à Plounéventer (Finistère) et mort le 21 octobre 1914 à Lesneven (Finistère), est un homme politique français.

## Biographie
Neveu de François Soubigou, sénateur du Finistère, Louis Soubigou est notaire à Lesneven en 1889, dont il est maire, puis conseiller général en 1897. Très proche des milieux catholiques, il est député du Finistère de 1912 à 1914, siégeant à droite.

## Sources
- « Louis Soubigou », dans le Dictionnaire des parlementaires français (1889-1940), sous la direction de Jean Jolly, PUF, 1960 [détail de l’édition]